# Pista Unu

Ierarhia din Pista Unu

Pista Unu (Airstrip One, în engleză) este o provincie a statului fictiv Oceania, concepută de George Orwell, în romanul său distopic O mie nouă sute optzeci și patru (1949).
În viziunea lui ,asupra viitorului, teritoriul Pistei Unu ocupă acele teritorii „odinioară” cunoscute sub numele de Anglia sau Regatul Unit: capitala acestei provincii oceanice este Londra, care ar trebui să fie și capitala Oceaniei, deoarece acolo își au sediul patru ministere ale statului: Ministerul Iubirii, Ministerul Adevărului, Ministerul Păcii și Ministerul Abundenței.
Totuși, așa cum este scris într-un eseu de Goldstein et al. (din care O'Brien, unul dintre creatori, menține veridicitatea părților descriptive), Oceania nu este un stat centralizat și, prin urmare, nu are o capitală reală; întrucât Londra este foarte departe de celelalte regiuni ale Oceaniei (cea mai mare parte se află în Americi), probabil servește doar ca centru administrativ al Pistei Unu.